# مساعد بن محمد العيبان
مساعد بن محمد العيبان  وزير للدولة وعضو مجلس الوزراء في السعودية وعضو في مجلس الشؤون السياسية والأمنية وفي مجلس الشؤون الاقتصادية والتنمية، ومستشار الأمن الوطني. وهو ابن محمد العيبان أول رئيس لجهاز الاستخبارات السعودي. اشتهر بترسيم الحدود السعودية مع اليمن ومع دول الخليج.

## سيرته
تخرج العيبان من كلية الحقوق جامعة هارفرد وحصل فيها على بكالوريوس في القانون. ثم حصل على شهادة الماجستير في القانون ثم الدكتوراه في نفس التخصص. استفاد العيبان من رحلته العلمية في جامعة هارفارد. تجربته الأكاديمية لم تطل كثيرًا، حيث عُين مستشارًا غير متفرغ في عدد من القطاعات، حتى وصلت رحلته الاستشارية متفرغًا في وزارة البترول والثروة المعدنية (وزارة الطاقة حاليا)، ثم مستشار في الديوان الملكي السعودي.

## جهوده السياسية
برز حضور العيبان بشكل كبير في العام 2014، مع تصاعد الأزمة الخليجية بين السعودية والإمارات والبحرين من جهة، وقطر من جهة أخرى، فكان مبعوثًا ومستشارًا دائما خلال الأزمة التي انتهت بعودة الوئام بين الدول وترميم مجلس التعاون الخليجي من التصدعات. كان العيبان عنصر دائم الحضور بين مبعوثي القيادة السعودية، ما أدى إلى تحقيق رؤية مشتركة بإيعاز من الملك عبد الله في الإصلاح الخليجي. كان العيبان وزيرًا مرافقًا لعدد من قادة الدول خلال زياراتهم إلى المملكة، إضافة إلى كونه مراجع التقييم لاتفاقيات ثنائية بين السعودية ودول إقليمية وعالمية ومنظمات مختلفة.
من الملفات التي حضر فيها العيبان بشكل قوي الأزمة السياسية في اليمن، حيث كان حاضرًا في علاج أزمة اليمن الأولى عام 2011 حتى انتهت بمبادرة خليجية. وعاد مع أزمة اليمن التالية إلى الواجهة بحضوره الكبير بجوار رئيس الاستخبارات العامة الأمير خالد بن بندر، ووزير الداخلية الأمير محمد بن نايف، في اجتماع جدة الطارئ حول اليمن مع وزراء داخلية الخليج، الذين أكدوا خلاله أن الخليج لن يقف مكتوف اليد جراء التدخلات في اليمن.
يعد الوزير العيبان أحد رجال نشوء مركز الملك عبد الله بن عبد العزيز العالمي للحوار بين أتباع الأديان والثقافات الذي تأسس في العام 2008 بمبادرة من الملك عبد الله خلال مؤتمر القمة الإسلامية الذي انعقد في مكة المكرمة، ويهدف إلى نشر القيم الإنسانية وتعزيز التسامح والسعي إلى تحقيق الأمن والسلام والاستقرار لشعوب العالم، وحتى افتتاح المركز في العاصمة النمساوية فيينا أواخر العام 2012.

## مناصبه
- وزير الدولة وعضو مجلس الوزراء.
- رئيس الهيئة الوطنية للأمن السيبراني.
- عضو مجلس الشؤون السياسية.
- عضو مجلس الشؤون الاقتصادية.
- رئيس اللجنة العامة بمجلس الوزراء.
- مستشار الأمن الوطني.[5]
- مستشار بالديوان الملكي السعودي.
- رئيس قسم القانون بجامعة الملك سعود.
- أستاذ القانون الدولي بجامعة الملك سعود.
- عضو مجلس أمناء مؤسسة الملك عبد العزيز ورجاله لرعاية الموهوبين (موهبة).